# Krzysztof Globisz
Krzysztof Maria Globisz (ur. 16 stycznia 1957 w Siemianowicach Śląskich) – polski aktor teatralny, filmowy, radiowy i telewizyjny, sporadycznie dubbingowy. Wykładowca krakowskiej PWST, w latach 2002–2005 dziekan Wydziału Aktorskiego, w latach 2005–2012 prorektor uczelni. Od 2006 roku Członek Rady Programowej Fundacji Centrum Twórczości Narodowej. Profesor sztuk teatralnych (2005).

## Życiorys
Urodzony w Siemianowicach Śląskich jako syn Augustyna, ekonomisty, i Józefy z domu Czarneckiej, urzędniczki. Dorastał w Katowicach, w dzieciństwie każde wakacje spędzał u dziadków w Węgierskiej Górce. Jego ojciec pochodzi ze Śląska Opolskiego, rodzina ze strony matki pochodzi z Beskidów (ur. w Bielsku-Białej).

### Edukacja
Po ukończeniu VII Liceum Ogólnokształcącego im. Harcerzy Obrońców Katowic w Katowicach-Ligocie, studiował na Wydziale Aktorskim krakowskiej Państwowej Wyższej Szkole Teatralnej im. Ludwika Solskiego, którą ukończył w 1980 roku. Tytuł profesora sztuk teatralnych uzyskał 21 lutego 2005 roku.

### Kariera
Zadebiutował na scenie jako Karl Rossman w adaptacji teatralnej Franza Kafki Ameryka (1980) w reżyserii Jerzego Grzegorzewskiego w Teatrze Polskim we Wrocławiu, gdzie występował w latach 1980–1981.
W 1981 roku związał się na stałe z krakowskim Starym Teatrem, gdzie odnosił wielkie sukcesy sceniczne w takich m.in. rolach jak Mefistofeles w przedstawieniu Tadeusza Bradeckiego Wzorzec dowodów metafizycznych (nagroda na XXV wrocławskim Festiwalu Polskich Sztuk Współczesnych '86), tytułowa kreacja w spektaklu Petera Handkego Kaspar (nagroda na XXVIII Kaliskich Spotkaniach Teatralnych '88), Ismael i Tartagl w przedstawieniu Carla Gozziego Księżniczka Turandot (nagroda na XXXI Kaliskich Spotkaniach Teatralnych '91), Pijak w sztuce Witolda Gombrowicza Ślub (nagroda na XXIX wrocławskim Festiwalu Polskich Sztuk Współczesnych '91), Semenka w przedstawieniu Juliusza Słowackiego Sen srebrny Salomei (nagroda na XIX Opolskich Konfrontacjach Teatralnych '94), w spektaklu Grzebanie wg Witkacego (nagroda na II OKNWPSW '96 w Warszawie), tytułowa w przedstawieniu Henrika Ibsena Peer Gynt (nagroda na XXXVII Kaliskich Spotkaniach Teatralnych '97), Vincenti w komedii szekspirowskiej Miarka za miarkę (nagroda na III Ogólnopolski Konkurs na Inscenizację Dzieł Dramatycznych Szekspira '98 w Warszawie i nagroda na II OF Komedii TALIA'98 w Tarnowie), tytułową w przedstawieniu Bertolta Brechta Kariera Arturo Ui (Ludwik – nagroda krakowskiego środowiska teatralnego '2000), Sajetan Tempe w spektaklu Witkacego Trzeci akt wg Szewców (Nagroda im. Aleksandra Zelwerowicza '2002 przyznawana przez redakcję miesięcznika „Teatr” i nagroda na XXVIII Opolskich Konfrontacjach Teatralnych 2003), Superiusz w przedstawieniu Sławomira Mrożka Pieszo (III miejsce w plebiscycie publiczności na XLII Rzeszowskich Spotkaniach Teatralnych '2003) oraz Zaratustra III-Fritz w sztuce Nietzschego/Schleefa Zaratustra (nagroda na I ogólnopolskim konkursie na teatralną inscenizację dawnych dzieł literatury europejskiej 2006 w Warszawie).
Po raz pierwszy trafił na mały ekran w serialu kostiumowym Andrzeja Wajdy i Edwarda Kłosińskiego Z biegiem lat, z biegiem dni (1980). Zadebiutował na kinowym ekranie w filmie historycznym Wajdy Danton (1983) u boku Gérarda Depardieu. Przychylność krytyków zyskał rolą adwokata-idealisty Piotra Balickiego w dramacie Krzysztofa Kieślowskiego Krótki film o zabijaniu (1987) i telefilmie Dekalog V (1988). W obrazie Wszystko co najważniejsze... (1992) zagrał postać Aleksandra Wata, słynnego polskiego poety – futurysty, który w latach 30. należał do bohemy artystycznej sympatyzującej z komunizmem. W programie Sensacje XX wieku – Polska w ogniu, Katyń cz. 1 i cz.2 (2000) Bogusława Wołoszańskiego w reż. Wojciecha Pacyny, podczas rekonstrukcji wydarzeń historycznych Krzysztof Globisz wcielił się w postać radzieckiego komunisty, polityka, ministra spraw zagranicznych ZSRR Wiaczesława Michajłowicza Mołotowa. Kreacja Bogdana Lewickiego, kapelmistrza orkiestry wojskowej w telewizyjnym filmie Roberta Glińskiego Długi weekend (2004) przyniosła mu nagrodę na XXIX Festiwalu Polskich Filmów Fabularnych w Gdyni za pierwszoplanową rolę męską. Za postać anioła Giordano w komedii Artura Więcka „Barona” Anioł w Krakowie (2002) zdobył statuetkę Jańcia Wodnika na Ogólnopolskim Festiwalu Sztuki Filmowej „Prowincjonalia” we Wrześni. Wystąpił także w filmach Jana Jakuba Kolskiego – Pornografia (2003) i Jasminum (2006).

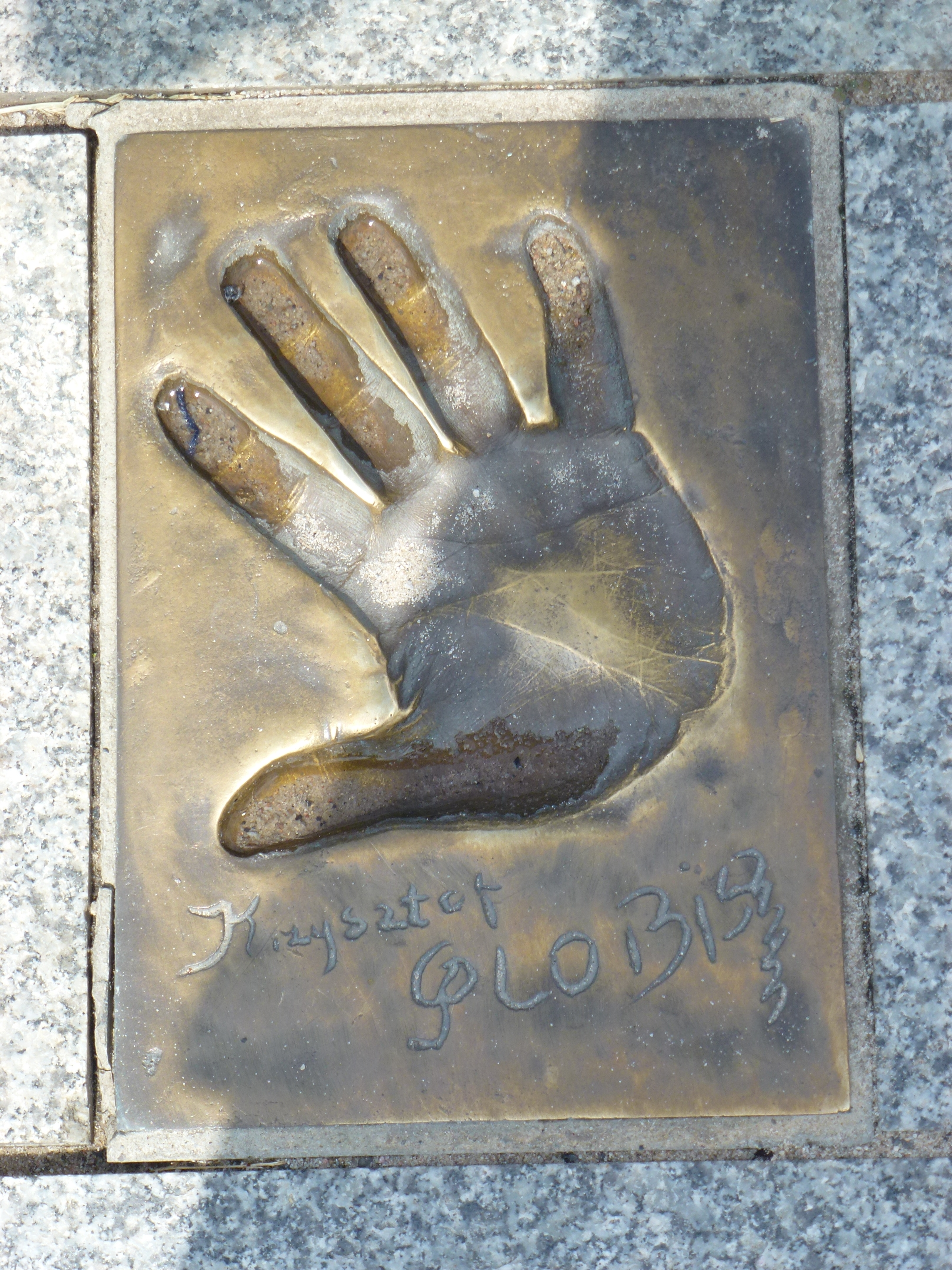
Odcisk dłoni aktora w Promenadzie Gwiazd w Międzyzdrojach

Na małym ekranie grał wyraziste role drugoplanowe ojców głównych bohaterek serialu TVN Teraz albo nigdy! i kompozytor w serialu TVP2 Egzamin z życia oraz w roli współpracownika głównego bohatera w serialu TVN Odwróceni. Do jego wyrazistych ról serialowych należy ponadto rola Waldemara „Topora” Wiśniewskiego, przywódcy warszawskiej mafii w serialu TVP Oficer z 2004 roku oraz jego kontynuacji z 2006 roku – Oficerowie.
W 1996 roku został odznaczony jako Zasłużony Działacz Kultury, a w 2005 roku odebrał Srebrny Medal „Zasłużony Kulturze Gloria Artis”. W 2004 roku został uhonorowany Krzyżem Kawalerskim Orderu Odrodzenia Polski. W 2005 roku został nominowany do nagrody Orzeł w kategorii Najlepsza drugoplanowa rola męska za film Zerwany (2003). W 2009 roku otrzymał Nagrodę Miasta Krakowa za wybitne dokonania aktorskie. Był dwukrotnie nominowany do nagrody Złota Kaczka w kategorii Najlepszy aktor za film Nie ten człowiek (2010) oraz za film Uwikłanie (2011).
W lipcu 2014 roku aktor doznał udaru mózgu, który spowodował przerwę w pracy zawodowej. Po wielomiesięcznym leczeniu, w grudniu 2015 roku pojawił się w krakowskim Teatrze STU na krótkim, symbolicznym występie w „Hamlecie” jako król Klaudiusz. Z kolei od grudnia 2016 roku, pomimo skutków udaru, gra główną rolę w napisanym z myślą o nim spektaklu Mateusza Pakuły „Wieloryb The Globe”, wystawionym już w kilku teatrach w Polsce.

## Życie prywatne
Pierwszy związek małżeński aktora zakończył się rozwodem. Swoją obecną żonę Agnieszkę, absolwentkę Akademii Wychowania Fizycznego w Krakowie, poznał w Piwnicy pod Baranami. Mają dwóch synów: Krzysztofa (ur. 1989) i Jana (ur. 1996).

## Filmografia
- 1980: Z biegiem lat, z biegiem dni jako Chochoł
- 1983: Danton jako Amar
- 1985: Tętno jako Adolf Poświatowski
- 1987: Śmieciarz serial tv, odc. 3) jako bojowiec z getta Olek
- 1987: Krótki film o zabijaniu jako adwokat Piotr Balicki
- 1988: Crimen jako Wasyl, mąż Nastki
- 1989 Modrzejewska (serial tv, odc. 5) jako Jan Kazimierz Tatarkiewicz
- 1992: Wszystko co najważniejsze... jako Aleksander Wat
- 1993: Tylko strach jako narzeczony Katarzyny
- 1993: Balanga jako sąsiad
- 1994: Ziarno zroszone krwią jako Jan Rzepecki
- 1995: Pułkownik Kwiatkowski jako Mieczysław Moczar
- 1996: Sawa jako Tiucha
- 1997: Kochaj i rób co chcesz jako proboszcz Małecki
- 1998: Jest taki człowiek
- 1999: Na dobre i na złe jako doktor Paszkiewicz, lekarz z prywatnej kliniki, operujący Monikę
- 1999: Historia filozofii po góralsku według ks. Józefa Tischnera jako Jędrek Kudasik – Sokrates
- 1999: Randka z diabłem jako Witek
- 1999: Jerzy Pilch. Wyznania człowieka piszącego.
- 1999: Pan Tadeusz jako major Płut
- 1999: Operacja Samum jako „Grubas”
- 1999: Jak narkotyk
- 1999: Córy szczęścia
- 2000: Co nie jest snem (teatr TV) jako Przybysz
- 2000: Teatr podziemny Tadeusza Kantora jako Lektor
- 2000: To ja, złodziej jako Gomez
- 2000: Wyrok na Franciszka Kłosa jako Rządek
- 2000: Twarze i maski jako adwokat Kujawy
- 2000: Weiser jako Szymek
- 2000: Marszałek Piłsudski jako arcybiskup kielecki
- 2001: Samo niebo jako reżyser Tomasz
- 2001: Pas de deux jako Józef Struziak
- 2001: Przedwiośnie jako Barwicki
- 2001: Eukaliptus jako Billy Rosenkrantz
- 2002: Przedwiośnie jako Władysław Barwicki, narzeczony Laury
- 2002: Anioł w Krakowie jako Giordano
- 2002: Kariera Nikosia Dyzmy jako minister Jaszuński
- 2003: Zerwany jako nauczyciel w zakładzie poprawczym
- 2003: Pornografia jako Hipolit
- 2003: Pogoda na jutro jako konkubent
- 2003: Powrót jako Ludwik Tycner
- 2003: Tak czy nie? jako Andrzej Dembicki
- 2003: Powiedz to, Gabi jako redaktor
- 2003: Superprodukcja jako Bartek Wypychowski
- 2004: Oficer jako Waldemar Wiśniewski „Topor”
- 2004: Długi weekend jako Bogdan
- 2004: O czym są moje oczy jako ginekolog
- 2004: Pan Bruno
- 2005: Wróżby kumaka jako Wróbel
- 2005: Emilia jako lekarz
- 2005: Zakochany Anioł jako anioł Giordano
- 2005: Magda M. jako Ryszard Dreszcz
- 2006: Szatan z siódmej klasy jako Iwo
- 2006: Szatan z siódmej klasy (serial) jako Iwo
- 2006: Jasminum jako burmistrz
- 2006: Oficerowie jako Waldemar Wiśniewski „Topor”
- 2007: Katyń jako profesor chemii
- 2007: Pora umierać jako Witek
- 2007: Ryś jako ksiądz
- 2007: Odwróceni jako Robert Gazda, partner Pawła Sikory (odc. 1-11)
- 2007: Świadek koronny jako Robert Gazda, partner Pawła Sikory
- 2008: Jak żyć? jako wujek Zbyszek
- 2008–2010: Czas honoru jako Leon Sajkowski
- 2008: Teraz albo nigdy! jako ojciec Marty
- 2008: Lejdis jako Tadeusz, ojciec Moni
- 2009: Idealny facet dla mojej dziewczyny jako profesor Katzówna
- 2009: Kochaj i tańcz jako ojciec
- 2009: Drzazgi jako Marek Jaskulski, ojciec Doroty
- 2009: Londyńczycy 2 jako ojciec Marii (odc. 11)
- 2010: Ratownicy jako Witold Biały
- 2010: 1920. Wojna i miłość jako Lew Sriebielnikow, ojciec Aleksandra
- 2010: Milczenie jest złotem jako psychoanalityk
- 2010: Droga do raju jako kierownik marketu
- 2011: Licencja na wychowanie jako Władysław, ojciec Pawła Leszczyńskiego
- 2011: Ki jako Marian, dyrektor ośrodka pomocy społecznej
- 2011: 80 milionów jako ojciec Anki
- 2011: Uwikłanie jako Henryk Telak
- 2011: 1920 Bitwa warszawska jako kanonik Adamski
- 2012: Wszystkie kobiety Mateusza jako Mateusz Kłos
- 2012: Pan Piotr
- 2013: Trzy razy Fredro jako Piotr
- 2013: Gabriel jako dziadek
- 2014: Facet (nie)potrzebny od zaraz jako ojciec Zosi
- 2014: Jack Strong jako generał Florian Siwicki
- 2014: Kamienie na szaniec, jako Józef Zawadzki, ojciec Tadeusza Zawadzkiego, ps. „Zośka”
- 2014: Kemping (film fabularny – krótkometrażowy) jako Roman, ojciec Alicji
- 2015: Performer jako nauczyciel WF-u
- 2016: Jestem mordercą jako wybitny aktor na spotkaniu z pierwszym sekretarzem
- 2017: Ach śpij kochanie jako prominent
- 2018: Leśniczówka jako Piotr Melech, ojciec Pawła
- 2018: Serce nie sługa jako ojciec Filipa
- 2018:  "Ułaskawienie" jako Brat Karmiciel
- 2022: Prawdziwe życie aniołów jako Adam

### Polski dubbing
- 2003: Poznajemy rafę koralową jako Marlin
- 2003: Gdzie jest Nemo? jako Marlin
- 2005: Oliver Twist jako Bill Sykes
- 2007: Don Chichot jako Sancho Pansa
- 2008: Łowcy smoków jako Lian-Chu

## Radio
W RMF FM czytał kryminalno-polityczną powieść Klary Weritas pt. Łabędzi śpiew Gąsiora.

## Informacje dodatkowe
Jako jeden z trzech artystów, obok Anny Dymnej i Grzegorza Turnaua, nagrał zapowiedzi przystanków do krakowskich tramwajów. Zapowiedzi te odtwarzane były w tramwajach w 2009 roku.
W 2012 roku został ambasadorem kampanii „Prawdziwa przyjaźń jest za darmo”, której celem jest zwrócenie uwagi na problem bezdomnych zwierząt oraz popularyzacja adopcji schroniskowych.

## Nagrody
- Nagroda na FPFF w Gdyni Najlepsza pierwszoplanowa rola męska: 2004: Długi weekend
- Korona Sandomierska i tytuł Aktora NieZwykłego na Festiwalu Filmów-Spotkań NieZwykłych (2023)[18]